# Olympische Jugend-Sommerspiele 2014/Rhythmische Sportgymnastik
Bei den Olympischen Jugend-Sommerspielen 2014 in der chinesischen Metropole Nanjing wurden zwei Wettbewerbe in der rhythmischen Sportgymnastik ausgetragen.
Die Wettbewerbe fanden am 26. und 27. August im Nanjing Olympic-Sports-Center-Stadion statt.

## Mädchen

### Einzel
| Platz | Land | Athletin             | Punkte |
| ----- | ---- | -------------------- | ------ |
| 1     | RUS  | Irina Annenkowa      | 58,575 |
| 2     | BLR  | Maryia Trubach       | 56,950 |
| 3     | USA  | Laura Zeng           | 56,750 |
| 4     | ROU  | Ana Luiza Filiorianu | 55,850 |
| 5     | ISR  | Linoy Ashram         | 55,625 |
| 6     | UKR  | Vaeriya Khanina      | 53,750 |

Das Finale wurde am 27. August ausgetragen.

### Gruppe
| Platz | Land | Athletin                                                                                       | Punkte |
| ----- | ---- | ---------------------------------------------------------------------------------------------- | ------ |
| 1     | RUS  | Darja Anenkowa, Darja Dubowa, Wiktorija Iljina, Natalja Safonowa, Sofja Skomoroch              | 29,550 |
| 2     | BUL  | Elena Binewa, Alexandra Mitrowitsch, Emilija Raditschewa, Sofija Rangelowa, Gabriela Stefanowa | 27,050 |
| 3     | KAZ  | Wiktorija Gusljakowa, Ämina Qoschachat, Nurai Qumarowa, Darja Medwedewa, Älija Moldachmetowa   | 25,050 |
| 4     | UZB  | Sabrina Ramazanova, Gyuzal Raymanova, Komilabonu Rustamova, Irina Saleh, Karina Tagaeva        | 24,700 |

Das Finale wurde am 27. August ausgetragen.